# 我的機械人女友
《我的機械人女友》（日語：僕の彼女はサイボーグ）是2008年上映的电影。本片為韓國導演郭在容（代表作《我的野蠻女友》、《假如愛有天意》）進軍日本的首部作品，片中全部為日本演員。本片由日劇《螢之光》的女主角綾瀨遙和日劇《交響情人夢》的“爆炸頭男”小出惠介主演，竹中直人、小日向文世也在片中客串演出。
2020年推出《我的女友是機器人》為中國大陸的翻拍版本，由包貝爾、辛芷蕾主演。

## 剧情
2007年11月22日，次郎（小出惠介）正在独自准备他自己的二十岁生日。当他在购物中心给自己买生日礼物的时候，一个很可爱的女生（绫濑遥）突然對他一笑，吸引了他的目光。女生順手牽羊地偷走了商場裡的衣服，虽然次郎注意到了她的行为，但是他被從他面前走過的女生深深地迷住了。那个神秘的可爱女孩似乎对次郎很感兴趣，一直跟着次郎到了那家他經常去的意大利面餐厅。可爱的女孩突然出现在餐桌旁，而且坐在了次郎旁边，告诉他“今天也是她的生日”，然后他们两个人就交换了生日礼物。这个女孩看起来不会怎么用餐桌上的东西，而且动作还很笨拙，胃口卻出奇的好。吃完晚餐后女孩堅持付帳，卻原來是吃霸王餐。两人在东京中華街上一路逃跑，女孩順手又偷了蘋果，混入野台戲中。次郎和她度过了这些欢乐時光，被她深深吸引住了。女孩不知為何知道次郎的住處，在樓頂上訴說如何被負心，並做出一連串怪異行為。其後她聲稱自己來自未來，必須告别次郎。
一年之后，次郎再次獨自一人在同一个餐厅庆祝自己的生日。而和前一年的可爱女生长得一模一樣的女生出现在了他面前。此時卻有個瘋子在餐廳中掃射，她在混亂中制伏男子，並救了次郎一命後帶他回住處。她披露了自己的真实身份，还给次郎看了未来的老年次郎给他的錄影訊息立體投影，警告他不久的将来会有危难發生。未来的次郎告诉他，餐厅的那次枪击造成他终身瘫痪。所幸他買的彩票中了大奖，他窮盡畢生时间與财富，创造了一个机器人回到65年前去救年轻时候的自己，所以现在出现在他面前的她实际上是个生化人，外貌是根据去年所遇到的女孩来制作的，现在他已经透过讓机器人回到过去重写了历史，所以他很快將遇到大災難。尽管这个女孩样子看起来还是很可爱，但是她力量強大而行为古怪，連次郎的寵物都燉來吃。她很快成为年轻次郎的保护者还有最忠实的朋友，他们还在一起度过了很多美好的时光，乃至進行時光旅行以彌補未来老年次郎的遺憾。她受未来的次郎所託，在目击过的灾难中救了很多令人惋惜的遇难者。
隨著时间一天天过去，次郎不但依赖于她的保护，而且也深深地爱上了她。但是她是机器人，没办法回应他的爱意，即使次郎故意讓她吃醋也沒用。次郎因而变得很暴躁，命令她不许在面前出现，除非她能回应他的爱意。没过多久他开始懊悔他冲动的决定，尤其是他在明显地感觉到她还在背后默默地保护着他的时候。
另一个大灾难突如其來：一场前所未有的大地震摧毁了整个东京。当他公寓楼倒塌的时候，她出现在了他面前，但她異於常人的能力卻也在災難中力不從心。她不惜毁壞自己也要解救次郎，但次郎不願離開堅持要和她在一起。她終於體會到次郎的心意，卻已無法自救。事後次郎從廢墟中挖出她的殘骸後伤心至极，在之後的61年努力的修复她。他终于在临终前“复活”了她。
在更遙遠的未来（63年后）2133年，一个女孩听朋友说在展览上一个机器人长得很像她，她非常好奇，於是高價买下了那个已经报废的机器人以查看她的记憶。她被看到的内容深深打动了，她打算穿越回去见见年轻时候的次郎。原来她就是在次郎20岁生日（2007年11月22日）见到的女孩，因为她想在机器人之前看到次郎，所以比机器人早了一年到达过去。而她送給次郎的生日禮物就是機器人隨身的飾品。在上面所有的故事发生了之后，女孩又回到了灾难发生后紧紧抱着机器人残骸痛哭的次郎身边。在雨中说了一句“我能感受到她的心意”，然后决定了从今以后和次郎生活在一起，再次改变他的命运。

## 登場人物
女友（2007年11月22日）
突然出現在次郎面前，和次郎度过幾小時後消失。食量很大，喜欢喝红酒。她虽然和一年后传送來的“女友”外形一样，但其实是移植了机器人“女友”记忆的未来人，东京大地震之后再次出现在次郎面前。
- 生日：11月22日（年齡不詳）
- 名字：不詳

女友（2008年11月22日～2009年某日）
北村次郎（我）
每年自己生日的時候都會買禮物，並在同一家餐廳吃義大利麵的平凡大學生。專業不詳，不過數學方面的科目比較多。曾在漢堡店裡打工。
故鄉在山間的小村子裡，但是因為過去發生過地震，所以當時的居民都撤離了。
- 出生年月日：1987年11月22日
- 名前：北村次郎
- 寵物：在老家有養過貓、現在（2008年11月22日～）養的是鬣蜥。名字都叫做「勞爾」。

次郎的奶奶
很長壽，生日的時候一定會吩咐次郎準備麵食。2008年的現在被認為已經過世了，不過實際上是有秘密的。
次郎的朋友（佐藤健太）
大學的同學。對於水豚的大便料理有獨特的研究癖好。
大學教授
對於心不在焉的學生他都會毫不客氣的丟粉筆，在上課中打瞌睡的次郎是他最好的獵物。
縱慾殺手
2008年11月22日在餐廳引起掃射事件。攜帶寫著“內有汽油”的汽油桶中含有透明液體，一般認為他是有計畫要縱火。

## 演出人物
- 女友（2007年11月22日）：綾瀨遙（粵語配音：曾秀清）
- 女友（2008年11月22日～2009年某日）：綾瀨遙（粵語配音：曾秀清）
- 北村次郎：小出惠介、喜內琉斗（幼年）（粵語配音：黃榮璋）
- 次郎的朋友（佐藤健太）：桐谷健太（粵語配音：周良鴻）
- 22世紀的學生：吉高由里子（粵語配音：陳皓宜）
- 女性朋友：阿井莉沙
- 女性教師：佐藤惠
- 齋藤步
- 縱慾殺手：田口浩正
- 警官：Drones石本
- 柳熺俊
- 水野花
- 近藤海斗
- 亮介：大和田唯斗
- 矢野高志：中上海輔
- 菅野友輝

### 客串演出
- 面試者：松本莉緒
- 醉漢通行人： 六平直政
- 雜貨店老闆：蛭子能收
- 手塚通
- 老年次郎：納谷六朗（粵語配音：朱子聰）
- 設計師(漂亮中野)：伊武雅刀
- 寺泉憲
- 拍賣主持人：遠藤憲一（粵語配音：古明華）
- 大學教授：竹中直人（粵語配音：張炳強）
- 次郎的奶奶：吉行和子
- 電視記者：小日向文世